# Apodemia sontella
Apodemia sontella är en fjärilsart som beskrevs av William Schaus 1902. Apodemia sontella ingår i släktet Apodemia och familjen Riodinidae. Inga underarter finns listade i Catalogue of Life.